# Yanick Gunsch
Yanick Gunsch (* 16. Jänner 1997 in Zug, Schweiz) ist ein italienischer Freestyle-Skier. Er ist auf die Disziplin Skicross spezialisiert. Bei den Weltmeisterschaften 2025 gewann er die Mixed-Bronzemedaille.

## Biografie
Der aus Matsch stammende und für den Skiverein Prad startende Yanick Gunsch begann seine sportliche Karriere als Skirennläufer. Im Alter von 16 Jahren bestritt er in Sulden seine ersten nationalen Jugendrennen, wenig später in der Schweiz seine ersten FIS-Rennen. Sein bestes Ergebnis im alpinen Skisport blieb Rang 13 in einem Junioren-Super-G auf dem Watles nahe seiner Heimat.
Im Februar 2014 nahm Gunsch auf dem Watles erstmals an Skicross-Rennen teil. Bei seinen ersten Juniorenweltmeisterschaften in Chiesa in Valmalenco belegte er Platz 41. Bei den folgenden JWM-Austragungen in Valmalenco und Val Thorens konnte er sich leicht verbessern und belegte die Ränge 24 und 29. Eine deutliche Leistungssteigerung gelang ihm in der Saison 2016/17, als er im Europacup erstmals unter die besten acht fuhr und bei seinen vierten und letzten Juniorenweltmeisterschaften Platz 15 erreichte. Außerdem wurde er hinter Stefan Thanei italienischer Vizestaatsmeister. Im Europacup konnte er sich in den folgenden Wintern sukzessive verbessern, erreichte 2019 sein erstes Viererfinale und im Jahr darauf als Zweiter seinen ersten Podestplatz. Im Winter 2020/21 musste sich der Südtiroler dank drei zweiter Plätze in der Disziplinenwertung nur dem Franzosen Romain Mari geschlagen geben.
Nachdem er am 7. Dezember 2017 in Val Thorens sein Debüt im Freestyle-Skiing-Weltcup gegeben hatte, konnte er sich zunächst nicht in den Punkterängen klassieren. Dies gelang ihm erstmals vier Jahre später mit Platz 21 in Arosa. Nachdem er dieses Resultat in über 30 Rennen nicht hatte toppen können, erreichte der amtierende italienische Meister just an seinem 28. Geburtstag auf der Reiteralm erstmals einen Endlauf und belegte hinter Florian Wilmsmann und Melvin Tchiknavorian überraschend Platz drei. Bei seinen ersten Weltmeisterschaften im Engadin kam er im Einzel nicht über Rang 22 hinaus, gewann aber im Mixed-Wettbewerb an der Seite von Jole Galli die Bronzemedaille.

## Erfolge

### Weltmeisterschaften
- Engadin 2025: 3. Skicross Mixed, 22. Skicross

### Weltcup
- 1 Podestplatz

### Weltcupwertungen
| Saison  | Skicross | Skicross |
| Saison  | Platz    | Punkte   |
| ------- | -------- | -------- |
| 2021/22 | 51.      | 10       |
| 2022/23 | 47.      | 22       |
| 2023/24 | 53.      | 19       |

### Europacup
- Saison 2019/20: 7. Skicross-Wertung
- Saison 2020/21: 2. Skicross-Wertung
- 7 Podestplätze

### Juniorenweltmeisterschaften
- Chiesa in Valmalenco 2014: 41. Skicross
- Chiesa in Valmalenco 2015: 24. Skicross
- Val Thorens 2016: 29. Skicross
- Chiesa in Valmalenco 2017: 15. Skicross

### Weitere Erfolge
- 1 italienischer Meistertitel (Skicross 2024)
- 4 italienische Vizemeistertitel (Skicross 2017, 2018, 2022 und 2023)